# Baškirski konj
Baškirski konj je pasmina konja iz Baškirije u Rusiji, na planinama Južnoga Urala i na zapadu. Glavno središte uzgoja je Ufa, glavni grad Baškirije.

## Povijest
Porijeklo baškirskog konja nije poznato. U 19. stoljeću prepoznala se njegova ekonomska vrijednost, a poduzeli su se koraci kako bi se povećale radne sposobnosti i tradicionalne kvalitete kao proizvođača mlijeka i mesa. Uzgojni centri postavljeni su 1845. godine.
Baškirski konj križao se s drugim pasminama bivšeg SSSR-a, poput ruskog težačkoga konja; također su rađena eksperimentalna križanja s konjima iz Kazahstana i Jakutije.
Baškirija ima treću najvišu populaciju konja unutar saveznih subjekata Rusije, nakon Altajskoga kraja i Jakutije. U 2003. godini zabilježeno je 94.470 baškirskih konja.

## Karakteristike
Baškirski konj je mali konj, visine oko 142 cm na grebenu. Širok je u tijelu i dubokih prsa, s prsnim opsegom u prosjeku oko 180 cm. Ima veliku glavu i kratak vrat, niske grebene i ravna leđa. Noge su kratke s teškim kostima; kosti noge mogu doseći 20 cm. Najčešće boje dlake su: smeđa, kestenjasta, siva i pepeljasta. Šaška i rep su debeli, a dlake također debele i često kovrčave. Dvogodišnje istraživanje objavljeno 1990. godine otkrilo je, da možda sjevernoamerički kovrčavi konj, koji također ima kovrčavu dlaku i ponekad se zove i "američki baškirski kovrčavi konj", potječe od baškirskoga konja.
Postoje dva različita tipa baškirskoga konja: manji, lakši planinski tip koji se uglavnom koristi za jahanje i nešto teži stepski tip.
Konjski konj je izuzetno čvrst. Može ostati na otvorenom zimi u snježnim i ledenim uvjetima, kada temperature mogu doseći i –40 °C.

## Korištenje
Baškirski konj koristi se za jahanje, prenošenje tereta, potrebe vojske i za rad na farmi. Pokazuje izuzetnu izdržljivost; postoje izvještaji o baškirskim konjima koji vuku trostruku zapregu, na udaljenosti od 120 do 140 km dnevno.
Ovi konji plodni su proizvođači mlijeka. Prosječan prinos godišnje iznosi 1500 ili 2100 kilograma u dojenju od 240 dana, a najbolja grla dostižu i 2700 kilograma mlijeka. Od velikoga dijela mlijeka radi se kumis, mliječni napitak sličan kefiru. Proizvodnja kumisa je važan nacionalni običaj Baškiraca.